# Івченко Олександр Георгійович
Олекса́ндр Гео́ргійович І́вченко (23 листопада 1903, Великий Токмак — 1 липня (за іншими даними — 30 червня) 1968, місто Запоріжжя) — український радянський авіаконструктор; член АН УРСР; керівник розробки поршневих, пізніше газотурбінних двигунів для багатьох типів літаків. Депутат Верховної Ради Української РСР 2-го скликання.

## Біографія
Народився у Великому Токмаку Запорізької області у родині робітника-ливарника Георгія Івченка. Трудову діяльність розпочав робітником-ливарником заводу. У 1920 році вступив до комсомолу і був одним із організаторів комсомольських осередків у Великому Токмаці та Великотокмацькому повіті. Член РКП(б) з 1924 року.
У 1930 вступив до механіко-машинобудівного інституту в Харкові (нині НТУ «Харківський політехнічний інститут»). У 1935 році отримав диплом інженера з двигунів внутрішнього згорання й був направлений на моторобудівний завод № 29 імені Баранова в місті Запоріжжі (попередник нинішнього об'єднання «Мотор Січ»). Працював у відділі конструктора Туманського, що займався створенням модифікації двигуна М-88 для винищувача І-180. Івченко спільно з колегами розробив пристрій, який з допомогою відцентрових сил викидав у процесі роботи мотора накопичений бруд, що підвищило довговічність двигуна. Двигун М-88 пішов у серійне виробництво.
Івченко отримав посаду заступника головного конструктора. Завод евакуювали до Омська. На той час Івченко з дружиною, Парасковією Михайлівною, інженером-ливарником, вже мали трьох доньок. 7 січня 1942 року, через чотири місяця після початку розгортання, завод виготовив перший двигун М-88. Потім заводу доручають виробництво іншого двигуна для військової авіації — АШ-82ФН. Усього за період війни бригади заводу виготовлять понад 10 тисяч двигунів М-88 Б і понад 17 тисяч двигунів АШ-82ФН.
5 травня 1945 року наказом Наркому авіаційної промисловості при заводі № 478 у м. Запоріжжі створюють дослідно-конструкторське бюро на чолі з О. Івченком. На початку 1946 року створено двигун М-26, у 1947 він пройшов державні випробування. Йому, а також усім наступним двигунам ОКБ постановою уряду стали присвоювати індекс «АІ». В червні 1948-го Івченка, Лотарьова та Анашкіна нагородили Державною премією СРСР за створення двигуна АІ-26В.
З появою газотурбінних двигунів бюро Івченка починає співпрацювати з куйбишевським бюро Кузнєцова, яке створювало газотурбінний двигун НК-12 для бомбардувальника Ту-95, який став прообразом пасажирського Ту-114. Мотор розвиває небачену потужність — 12000 к.с., але для нього потрібний турбостартер, який запускає основний газотурбінний двигун. Колектив Івченка у стислі терміни створив цей принципово новий двигун — ТС-12. Потім доопрацьовується газотурбінний ТВ-2 для літака конструкції Антонова Ан-8. А в середині 1950 р. починається конкурсне змагання між куйбишевським (з НК-4) і запорізьким (з АІ-20) конструкторськими бюро зі створення двигунів нового типу для літаків Ан-10, Ан-12 і Іл-18. Перемагає АІ-20. Двигуни розроблені КБ Івченка використовуються також на літаках Як-40 (АІ-25) і Ан-24 (АІ-24).
Олександр Івченко спільно з Володимиром Лотарєвим створили перший радянський двигун для вертольотів Мі-1 — АІ-26 ГР.
Двигуни розроблені КБ Івченка також були встановлені на вертольотах Ка-10 (АІ-4Г), Ка-15 (АІ-14В), Ка-18 (АІ-14ВФ).
Ці двигуни на тривалий час стають основною продукції моторного заводу не лише в м. Запоріжжі, а й у Пермі, а конструкторське бюро Івченка отримує союзний статус. У 1960 р. за створення літака Іл-18 і двигуна до нього АІ-20 Ілюшина та його соратників, генерального конструктора Івченка і працівників його бюро Лотарьова, Пантелєєва, Зленка й Шведченка нагородили Ленінською премією.
Олександр Георгійович розробив також бензопилку «Дружба». Модифікації двигунів серії АІ використовувалися на суднах з підводними крилами, для перекачування нафти та газу, при гасінні пожеж.
За науково-дослідні роботи зі створення авіаційних двигунів великого ресурсу О. Г. Івченко у листопаді 1962 року було присвоєно науковий ступіть доктора технічних наук. У червні 1964 року він став академіком Академії наук УРСР.

## Нагороди і премії
- звання Герой Соціалістичної Праці (1963)
- ордени Леніна (1963, 1966)
- Орден Трудового Червоного Прапора (1944, 1948, 1957)
- орден Червоної Зірки (1945)
- Державна премія СРСР (1948)
- Ленінська премія (1960)

## Вшанування пам'яті
У місті Запоріжжя є вулиця Академіка Івченка.
У місті Токмак є вулиця Івченка.